# Leander latreillianus
Leander latreillianus is een garnalensoort uit de familie van de Palaemonidae.